# Bahujana Nidahas Peramuna
Bahujana Nidahas Peramuna (BNP) (engelska: Mass Freedom Front) är ett vänsterparti på Sri Lanka som grundades 1991 av Chandrika Kumaratunga efter att hon lämnat vänsterpartiet Sri Lanka Mahajana Pakshaya (SLMP) (engelska: Sri Lanka People's Party). År 1993 återvände emellertid Kumaratunga till Sri Lanka Freedom Party (SLFP), men BNP fortsatte sin verksamhet som ett separat parti.
I 1999 års presidentval nominerades Alwis Weerakkody som BNP:s presidentkandidat.